# Parco nazionale del fiume Mitchell (Australia Occidentale)
Il parco nazionale del fiume Mitchell è un'area naturale protetta dell'Australia Occidentale istituita nel 2000.
Il parco si trova nel Kimberley, regione dell'Australia Occidentale, 2.140 km a nord-est di Perth. L'area confina a nord con il parco nazionale del Prince Regent. Le città più vicine sono Derby, 350 chilometri a sud-ovest, così come Wyndham, 270 km a sud-est. Istituito nel 2000, il parco ricopre un'area di oltre 1.150 km² sull'altopiano del fiume Mitchell (Ngauwudu).
Le due caratteristiche principali del parco sono le cascate Mitchell, sull'omonimo fiume, e il bacino idrico di Surveyors (Aunauyu). Si trova nelle terre tradizionali dei Wunambal, un popolo aborigeno australiano. Il parco è noto per piante caratteristiche come alcuni esemplari del genere Livistona; ospita numerose specie importanti e minacciate, tra cui il wallaby delle rocce noto come monjon e lo scricciolo d'erba nero.
Un nuovo parco nazionale del Kimberley, che comprenderebbe il parco nazionale del fiume Mitchell, il parco nazionale del Prince Regent e il parco nazionale del fiume Lawley, era nelle prime fasi di pianificazione intorno al 2015 da parte del governo di Colin Barnett, quando i permessi per estrarre bauxite sull'altopiano furono terminati, ma da allora (a novembre 2020) questi piani non sono stati portati avanti.

## Storia
La fauna dell'altopiano è rimasta immutata per quasi 50.000 anni.
Ngauwudu è il nome che dà il popolo Wunambal all'altopiano del Mitchell. Il popolo Wunambal vive nella zona da diverse migliaia di anni, praticando la propria cultura basata sugli spiriti Wandjina (a cui si riferiscono come Gulingi) e sulla tradizione e la legge dei Wunggurr. I Wunambal fanno parte di un blocco culturale di popoli aborigeni noto come Wanjina Wunggurr.
Gli esploratori europei raggiunsero la regione nel 1921, guidati dal geometra William Easton, che chiamò il fiume Mitchell in onore dell'allora Premier dell'Australia Occidentale, James Mitchell.
Nel 1965 la compagnia mineraria Amax Bauxite allestì un accampamento sull'altopiano.
Il parco è stato creato nel 2000 senza il consenso dei proprietari tradizionali o seguendo una procedura adeguata ai sensi del Native Title Act 1993.
A partire dal 2020 il parco comprende oltre 1.150 km² dell'altopiano del Mitchell.

## Gestione e piani futuri
L'area del parco rientra nella zona Uunguu (Wunambal Gaambera) dei popoli Wanjina Wunggurr. Nel maggio 2011, il titolo nativo è stato infine determinato per il popolo Wunambal Gaambera, rappresentato dalla Wunambal Gaambera Aboriginal Corporation RNTBC. La prima fase dell'area indigena protetta degli Uunguu (IPA), che ricopre una superficie di 3.437 km², è stata creata in questo periodo, con la seconda fase dichiarata nel 2015. L'IPA copre 7598,06 km² a partire dal 2020. Il WGAC lavora in collaborazione con Bush Heritage Australia, un'organizzazione non governativa che si occupa per preservare l'ambiente.
Il WA Parks and Wildlife Service gestisce il parco insieme al Wunambal Gaambera.
Nel marzo 2015, il governo dell'Australia Occidentale ha concordato un divieto di attività mineraria sia con Rio Tinto che con Alcoa Australia, che consentirebbe la protezione su un'area di 1.750 km². Il governo aveva avviato negoziati con i proprietari tradizionali con l'obiettivo di creare un'enorme area protetta che si troverebbe accanto al già pianificato Gran parco marino del Kimberley (in inglese Great Kimberley Marine Park). Un nuovo enorme parco nazionale del Kimberley era stato progettato (sulla base di un impegno elettorale del 2013) per coprire più di 20.000 km² e includere il parco nazionale del Prince Regent e il parco nazionale del fiume Lawley. Rio Tinto si è impegnata a spendere 750.000 A$ per la riabilitazione dei terreni dove erano già avvenute trivellazioni. Tuttavia, a partire dal 2020, con il cambio di governo nel 2017, il progetto per il nuovo parco non è stata portato avanti.

## Flora e fauna
L'altopiano del Mitchell, secondo la The Pew Charitable Trusts, "è l'unica parte dell'Australia continentale dove non si è verificata alcuna estinzione di specie autoctone".
Il parco è biologicamente significativo e contiene oltre 50 specie di mammiferi, 220 uccelli e 86 anfibi e rettili, tra cui il coccodrillo marino, il serpente bruno reale e il taipan.
Nel parco sono presenti mangrovie, paludi, boschi e macchie di foresta pluviale tropicale. Una specie di palma Livistona endemica del Kimberley settentrionale, Livistona eastonii, può crescere fino a 18 metri e alcune hanno fino a 280 anni.
Il monjon (un piccolo wallaby delle rocce) e il pitone ruvido vivono nelle zone arenarie dell'altopiano. Altre specie importanti includono il dugongo, la tartaruga a dorso piatto, il quoll settentrionale, l'opossum a coda squamosa e il ratto dal dorso dorato.
Il parco fa parte dell'area importante per l'avifauna del Prince Regent e del fiume Mitchell, identificata Important Bird and Biodiversity Area da BirdLife International per la sua importanza per una serie di specie di uccelli, in particolare quelle limitate agli habitat della savana tropicale. Ospita la specie più minacciata, lo scricciolo d'erba nero, che nidifica nelle fessure dell'arenaria.

## Accessi
La pista dell'altopiano del Mitchell, fuori dalla Kalumburu Road (172 km) a nord dell'incrocio di Gibb River Road, è accessibile solo con fuoristrada. È presente una pista di atterraggio.

## Clima
Il parco nazionale del fiume Mitchell ha un clima della savana con temperature calde tutto l'anno. La stagione delle piogge va generalmente da novembre a marzo ed è molto piovosa. I seguenti dati climatici si riferiscono all'altopiano del Mitchell.
| Altopiano del Mitchell | Mesi  | Mesi  | Mesi  | Mesi | Mesi | Mesi | Mesi | Mesi | Mesi | Mesi | Mesi  | Mesi  | Stagioni | Stagioni | Stagioni | Stagioni | Anno    |
| Altopiano del Mitchell | Gen   | Feb   | Mar   | Apr  | Mag  | Giu  | Lug  | Ago  | Set  | Ott  | Nov   | Dic   | Est      | Aut      | Inv      | Pri      | Anno    |
| ---------------------- | ----- | ----- | ----- | ---- | ---- | ---- | ---- | ---- | ---- | ---- | ----- | ----- | -------- | -------- | -------- | -------- | ------- |
| T. max. media (°C)     | 40,9  | 38,1  | 37,3  | 40,0 | 37,3 | 33,5 | 34,7 | 37,3 | 39,4 | 40,5 | 42,3  | 39,7  | 39,6     | 38,2     | 35,2     | 40,7     | 38,4    |
| T. min. media (°C)     | 17,9  | 18,4  | 16,5  | 9,4  | 5,2  | 1,5  | 1,7  | 4,2  | 7,5  | 9,0  | 15,6  | 18,2  | 18,2     | 10,4     | 2,5      | 10,7     | 10,4    |
| Precipitazioni (mm)    | 378,6 | 367,5 | 320,4 | 41,0 | 31,5 | 8,4  | 16,4 | 1,3  | 11,8 | 52,0 | 126,9 | 182,1 | 928,2    | 392,9    | 26,1     | 190,7    | 1 537,9 |